# No I.D.
No I.D., de son vrai nom, Ernest Dion Wilson né le 23 juin 1971 à Chicago, dans l'Illinois, est un disc jockey, rappeur, et producteur de hip-hop et RnB américain. Il se fait connaître en travaillant avec le rappeur Common dès le premier album de ce dernier, Can I Borrow A Dollar ? en 1992. No I.D. est en partie à l'origine du hip-hop de Chicago (le Midwest rap), à une époque où seules la West Coast et East Coast se partageaient la vedette du rap américain. Il est même parfois surnommé « The Godfather of Chicago hip hop » (« le parrain du rap de Chicago »).
Il coproduit de nombreux morceaux avec Jermaine Dupri, tels que Turn It Up de Johnta Austin, Let Me Hold You de Bow Wow et Omarion, Smile du G-Unit, ou encore Retrospect for Life de Common et Lauryn Hill. No I.D. est également à l'origine de l'arrivée de Kanye West dans la production hip-hop : alors que ce dernier débutait tout juste, No ID l'invite à une session d'enregistrement en studio avec Common. À cette même époque, il présente Kanye West à Kyambo « Hip Hop » Joshua, qui travaille dans le label Roc-A-Fella Records, pour lancer sa carrière. Kanye West se fit ensuite connaître en produisant pour les artistes de Roc-A-Fella, notamment Jay-Z, puis devient ensuite un artiste à part entière. Il rend d'ailleurs hommage à No I.D. en le citant comme mentor dans plusieurs morceaux : Last Call sur son premier album, The College Dropout, et Big Brother sur Graduation.
En 1997, il publie un album intitulé Accept Your Own and Be Yourself (The Black Album), qu'il produit presque entièrement et sur lequel il rappe également. En 2002, il publie The Sampler, vol. 1, avec le rappeur Dug Infinite. Puis il publie une cassette d'instrumentales, Invisible Beats. En 2007, il coproduit deux morceaux avec Jermaine Dupri pour l'album American Gangster de Jay-Z.

## Biographie
En 1996, Wilson publie un album sous le nom de No I.D., intitulé Accept Your Own and Be Yourself (The Black Album). Le nom de No I.D. est un palindrome de son nom de naissance, Dion. Il publie aussi une beats tape intitulée Invisible Beats. À ses débuts de carrière, Wilson travaille comme coproducteur (et parfois ghost producer) pour Jermaine Dupri. No I.D. travaille ensuite sur des chansons à succès comme My Boo d'Usher et Alicia Keys et Let Me Hold You de Bow Wow en featuring avec Omarion, Resurrection et I Used to Love H.E.R., qui popularise Common (anciennement Common Sense). Wilson est aussi présenté à Kanye West à la production, qui l'invite à ses sessions avec Common. Il présente aussi West à son vieil ami Kyambo « Hip Hop » Joshua, à cette période A&R au label Roc-A-Fella Records, qui signe finalement Wesst à son empreinte musicale Hip Hop Since 1978. West cite Wilson comme son mentor sur Last Call, l'outro de son premier album à succès The College Dropout, publié en 2004. West cite aussi son mentor Wilson sur des chansons comme Big Brother et Made in America.

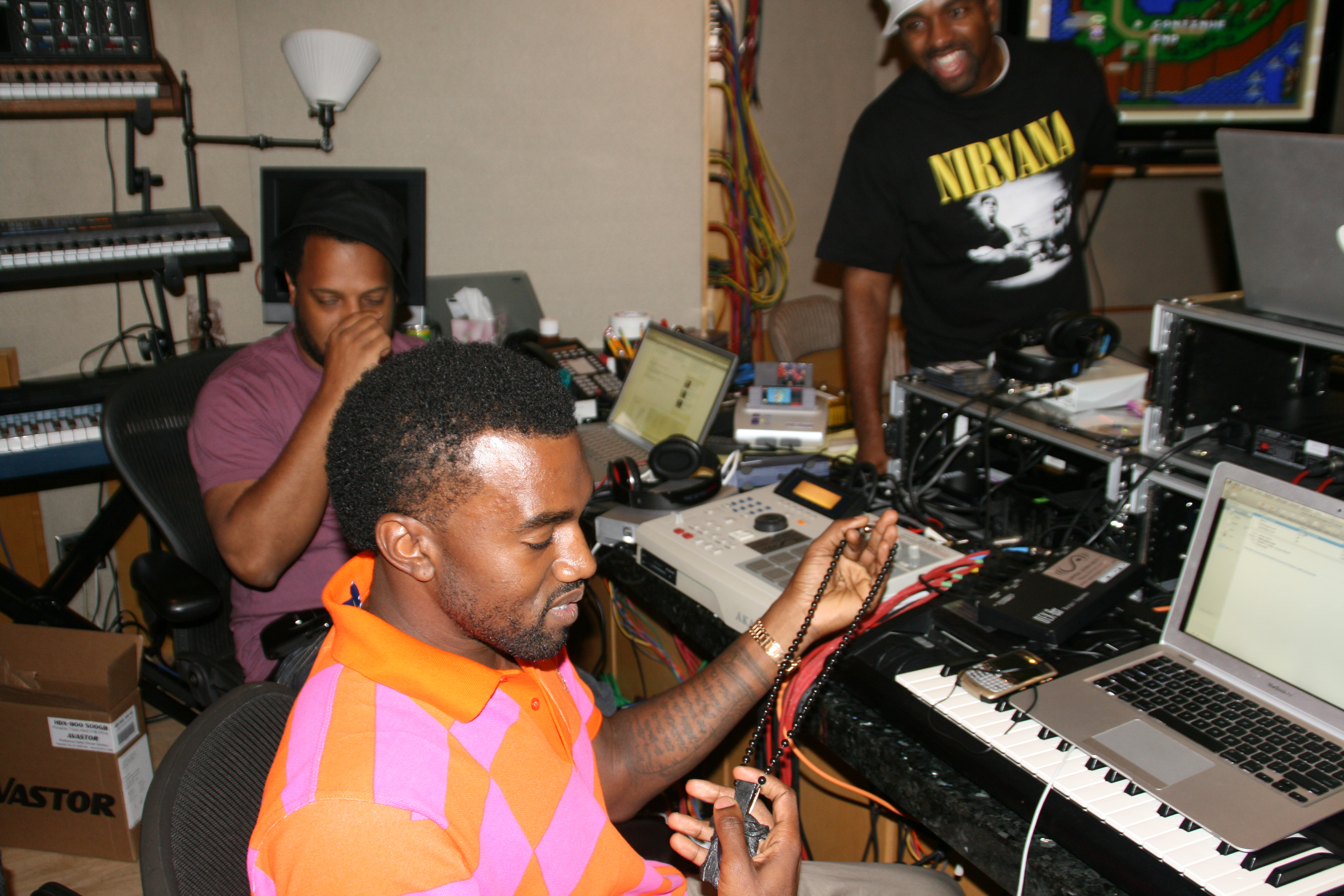
No I.D. (à gauche), Kanye West, et l'ancien A&R de G.O.O.D Music Greg Olskool Ice-Gre Lewis (au milieu) au studio d'enregistrement.

En 2007, il se consacre à ce qui est peut-être la plus grande ascension de sa carrière sur l'album American Gangster de Jay-Z. À cette période, il collabore avec Jay-Z, Rhymefest, Plies, Big Sean, Killer Mike, Rick Ross, Drake (Thank Me Later),  et Kanye West (808's and Heartbreak, My Beautiful Dark Twisted Fantasy), Young Jeezy, et Rihanna sur ses albums à venir. Wilson produit D.O.A. (Death of Auto-Tune), le premier single du septième album de Jay-Z, The Blueprint 3 publié en 2009, et le second single Run this Town, qui fait participer Rihanna et Kanye West. Il s'associe une fois de plus à Common pour la première fois depuis 1997, sur le neuvième album de ce dernier, The Dreamer/The Believer publié en 2011. En juin 2011, Wilson forme Cocaine 80s, un ensemble musical composé de plusieurs artistes incluant notamment Common, James Fauntleroy II, Kevin Randolph, Makeba Riddick, Rob « The Mixer » Kinelski, Steve Wyreman, Free Bass, et Keys of Coke and Sam Lewis,,.
Après avoir restitué son rôle de directeur du label GOOD Music de Kanye West en août 2011, No I.D. devient vice-président exécutif de l'A&R au label Def Jam Recordings. De plus, Def Jam signe un contrat en coentreprise exclusif pour le label Artium Recordings de No I.D. Ces annonces sont publiées par Barry Weiss, directeur et CEO d'Universal Republic et Island Def Jam Motown, et par Karen Kwak, EVP / tête de l'A&R, Island Def Jam Music Group,. En 2012, Wilson devient producteur exécutif pour le onzième album de Nas, Life Is Good sur cinq chansons dont le single Daughters, Loco-Motive et Accident Murderers. En avril 2013, Wilson signe le rappeur Logic à Def Jam,.
En 2017, il produit l’intégralité de 4:44, treizième album studio solo de Jay-Z.

## ARTium Recordings
ARTium Recordings est un label discographique américain, fondé par No I.D. En août 2011, No I.D. devient vice-président exécutif de l'A&R chez Def Jam Recordings. De plus, Def Jam signe un contrat en coentreprise exclusif pour le label Artium Recordings de No I.D. Ces annonces sont publiées par Barry Weiss, directeur et CEO d'Universal Republic et Island Def Jam Motown, et par Karen Kwak, EVP / tête de l'A&R, Island Def Jam Music Group. En 2012, No I.D. signe Jhené Aiko. En septembre 2013, No I.D. signe les chanteurs de RnB Elijah Blake et Snoh Aalegra. Le 4 juin 2014, la signature du collaborateur de No I.D. et rappeur Common est annoncée chez Def Jam Recordings et ARTium Records,.

### Artistes
- Cocaine 80s
- Common
- Elijah Blake
- Jhené Aiko
- Snoh Aalegra[16]
- Vince Staples
- Logic
- DJ Dahi
- Lil Durk

## Discographie

### Albums studio
- 1997 : Accept Your Own and Be Yourself (The Black Album)
- 2002 : The Sampler, vol. 1

### Productions
- 1992 : Common Sense - Can I Borrow A Dollar? : A Penny for My Thoughts, Charms Alarm", Breaker 1/9, Two Scoops of Raisins, Tricks Up My Sleeve, Soul by the Pound, Pitchin' Pennies
- 1994 : Common Sense - Resurrection : Resurrection", I Used to Love H.E.R., Watermelon, Book of Life, In My Own World (Check the Method) (featuring No I.D.), Nuttin' Ta Do, Communism, WMOE, Thisisme, Orange Pineapple Juice, Maintaining, Pop's Rap
- 1997 : Saukrates - Brick House EP : Play Dis (Remix) (featuring Common)
- 2001 : Beanie Sigel - The Reason : Man's World
- 2002 : Toni Braxton - More Than a Woman : Let Me Show You The Way (Out)
- 2002 : Jay-Z - The Blueprint²: The Gift & The Curse (CD1 The Gift) : All Around The World (featuring LaToiya Williams)
- 2003 : G-Unit - Beg for Mercy : Smile (interprété par Lloyd Banks)
- 2004 : Ghostface Killah - The Pretty Toney Album : Metal Lungies (featuring Sheek Louch & Styles P.), Love (featuring Musiq Soulchild & K. Fox)
- 2004 : Method Man - Tical Ø: The Prequel : Tease (featuring LovHer)
- 2005 : Bow Wow - Wanted : Let Me Hold You (featuring Omarion) (coproduit par Jermaine Dupri)
- 2005 : Do or Die - D.O.D.  : Be Alright (featuring Ric Jilla and Johnny P.)
- 2006 : Bow Wow - The Price of Fame : 4 Corners (featuring Lil Wayne, Lil Scrappy, Pimp C, Short Dawg) (coproduit par Jermaine Dupri & LRoc), Outta My System (featuring T-Pain) (coproduit par Jermaine Dupri & LRoc)
- 2007 : Jay-Z - American Gangster : Success (featuring Nas) (coproduit par Jermaine Dupri), Fallin' (featuring Bilal) (produit par Jermaine Dupri, coproduit par No I.D.)
- 2008 : Plies - Da REAList : Put It on Ya
- 2008 : Kanye West - 808s and Heartbreak : Heartless (produit avec Kanye West), See You in My Nightmares (featuring Lil Wayne) (produit avec Kanye West), Coldest Winter (produit avec Kanye West & Jeff Bhasker)
- 2009 : Jim Jones - Pray IV Reign  : Intro (coproduit par Chink Santana)
- 2009 : Jay-Z - The Blueprint 3 : What We Talkin' About (coproduit par Kanye West), Thank You (coproduit par Kanye West), D.O.A. (Death of Auto-Tune), Run This Town (featuring Rihanna & Kanye West) (coproduit par Kanye West), A Star Is Born (featuring J. Cole) (coproduit par Kanye West)
- 2009 : Twista - Category F5 : Alright" (featuring Kanye West) (coproduit par Kanye West)
- 2009 : Fabolous - Loso's Way : Makin' Love (featuring Ne-Yo) (coproduit par Jermaine Dupri)
- 2010 : T.I. - **** a Mixtape : Ready, Set, Go (Killer Mike featuring T.I.)
- 2010 : Drake - Thank Me Later : Show Me A Good Time  (coproduit par Kanye West & Jeff Bhasker), Find Your Love (coproduit par Kanye West & Jeff Bhasker)
- 2010 : Rick Ross - Teflon Don : Tears of Joy (featuring Cee Lo Green)
- 2010 : Big Sean - Finally Famous v.3 Mixtape :  Money and Sex (featuring Bun B)
- 2010 : Jazmine Sullivan - Love Me Back :  Famous (coproduit par Prolyfic)
- 2010 : Kid Cudi - Man on the Moon II: The Legend of Mr. Rager :  Scott Mescudi vs. the World (featuring Cee Lo Green) (coproduit par Emile & The Smeezingtons),  REVOFEV (coproduit par Plain Pat), The Mood (coproduit par Emile), Mr. Rager (coproduit par Emile & Jeff Bhasker), GHOST! (coproduit par Emile)
- 2010 : RPA & The United Nations of Sound - United Nations of Sound (album entier)
- 2010 : Kanye West - My Beautiful Dark Twisted Fantasy : Dark Fantasy (featuring Nicki Minaj & Teyana Taylor (coproduit par RZA, Kanye West, Jeff Bhasker & Mike Dean)
- 02. "Gorgeous" (featuring Kid Cudi & Raekwon) (coproduit par Kanye West, Mike Dean & Ken Lewis)
- 07. "So Appalled" (featuring Jay-Z, Cyhi Da Prynce, RZA & Pusha T) (coproduit par Kanye West, Mike Dean & Jeff Bhasker)
- 14. "See Me Now" (featuring Big Sean, Charlie Wilson, Beyonce) (coproduit par Kanye West & Lex Luger)
- 2011 : Killer Mike - PL3DGE : Ready Set Go (featuring T.I.), Ready Set Go (Remix) (featuring T.I. & Big Boi)
- 2011 : Big Sean - Finally Famous: The Album : I Do It (coproduit par The Legendary Traxster), My Last (featuring Chris Brown), Don't Tell Me You Love Me, Wait for Me (featuring Lupe Fiasco) (coproduit par Exile), Memories (Part II), Live This Life (featuring The-Dream), So Much More, What Goes Around (Bonus Track), Celebrity (coproduit par Filthy Rockwell) (Bonus Track)
- 2011 : Jay-Z & Kanye West - Watch the Throne : Primetime (Bonus Track)
- 2011 : Ed Sheeran - + : Kiss Me
- 2011 : J. Cole - Cole World: The Sideline Story : Never Told
- 2011 : Rihanna - Talk That Talk : We All Want Love
- 2011 : Common - The Dreamer, The Believer (album entier)
- 2012 : The World Famous Tony Williams - King or the Fool : Mr. Safety (featuring Raheem DeVaughn & Stokley Williams)
- 2012 : Melanie Fiona - The MF Life : This Time (featuring J. Cole), Break Down These Walls, L.O.V.E. (featuring John Legend)
- 2012 : Nas - Life Is Good : Loco-Motive (featuring Large Professor), Accident Murderers (featuring Rick Ross), Daughters,  Back When, Stay,  Where's the Love (featuring Cocaine 80s) (bonus)
- 2012 : Keithian - Bayou Boy (EP) : I'm Open
- 2012 : Slaughterhouse - Welcome to: Our House : Get Up
- 2012 : T.I. - Trouble Man: Heavy Is the Head : Wild Side (featuring ASAP Rocky)
- 2012 : Rihanna - Unapologetic : No Love Allowed
- 2013 : Logic - Young Sinatra: Welcome to Forever : Man of the Year
- 2013 : Kanye West - Yeezus
- 2013 : J. Cole - Born Sinner : Let Nas Down (coproduit par J. Cole)
- 2017 : Jay-Z - 4:44